# Harry Brightmore
Harry Brightmore (1 de julho de 1994) é um remador britânico, campeão olímpico.

## Carreira
Brightmore estudou na King's School, em Chester, onde começou a treinar timoneiro em 2008. Ele estudou remo no clube sênior da Oxford Brookes University, no Oxford Brookes University Boat Club. Em 2023, ele venceu a Grand Challenge Cup (o evento de fita azul na Henley Royal Regatta) pela segunda vez, na popa de um Oxford Brookes / Leander composto por oito homens seniores.
Brightmore fez sua estreia internacional como representante da Grã-Bretanha em um quatro timoneiro que remou para uma quarta colocação geral no Campeonato Mundial de Remo Sub-23 de 2014. Em 2015 e 2016, ele comandou o oito masculino britânico Sub-23 no Campeonato Mundial Sub-23 daqueles anos. Sua primeira aparição como representante nacional sênior foi sob a lona do par timoneiro masculino da GB no Campeonato Mundial de Remo de 2017. Foi em 2022 que Brightmore assumiu o comando dos oito homens seniores da GB e, no mesmo ano, tornou-se campeão mundial quando essa equipe conquistou o título de oito no Campeonato Mundial de Remo de 2022. Ele já havia conquistado o ouro naquela temporada no Campeonato Europeu de Remo de 2022.
Nos Jogos Olímpicos de Verão de 2024, em Paris, conquistou a medalha de ouro na competição do oito com masculino ao lado de Morgan Bolding, Sholto Carnegie, Rory Gibbs, Thomas Ford, Jacob Dawson, Charles Elwes, Thomas Digby e James Rudkin, com o tempo de 5:22.88.